# Técnica de relajación
Una técnica de relajación (estiramientos y ejercicios de relajación, etcétera) es cualquier método, procedimiento o actividad que ayuda a una persona a reducir su tensión física o mental. Generalmente permite que el individuo alcance un mayor nivel de calma, reduciendo sus niveles de estrés, ansiedad o ira  e incrementa su nivel de tranquilidad y bienestar. Las técnicas de relajación a menudo emplean técnicas propias y de los programas de control del estrés y están vinculadas con la psicoterapia, la medicina psicosomática y el desarrollo personal. La relajación de la tensión muscular, el descenso de la presión arterial y una disminución del ritmo cardíaco y de la frecuencia respiratoria son algunos de sus beneficios en la salud. Sin embargo, no se dispone de evidencia científica que apoye la eficacia de algunos métodos.

## Conceptos básicos
En fisiología y psicología, la relajación voluntaria del tono y de las masas musculares de todo el cuerpo o de una parte del mismo es posible gracias al control que ejerce la corteza cerebral sobre los centros de los movimientos automáticos y del tono, situados a nivel de los núcleos grises de la base del cerebro y en el tronco cerebral. Su estudio abarca toda la fisiología del sistema extrapiramidal.
Como fenómeno puramente voluntario, tiene interés en algunas técnicas terapéuticas, tanto en lo que se refiere a la recuperación de la fatiga como en otras de matiz más claramente psiquiátrico: práctica de la hipnosis, etc. Los métodos y técnicas de relajación, que se basan en un entrenamiento progresivo y regular, tienden en realidad a modificar indirectamente el tono de origen psíquico de las personas que se someten a ellas. Desde un punto de vista puramente recuperador, tienen gran interés en el tratamiento de personas espásticas y con lesiones neurológicas de este tipo.
Puede tener dos significados. el primer lugar se define como un estado físico en donde los músculos se encuentran en reposo, pero también puede ocurrir el caso de que una persona esté deprimida y sus músculos se encuentren en reposo pero no se sienta relajada. Por este último motivo también se define a la relajación como un estado de conciencia de la calma y ausencia de tensión o estrés. Si se suman las dos definiciones, la relajación sería un estado de satisfacción tanto física como psicológica, donde el gasto energético y metabólico se reducen considerablemente.

## Motivación
La gente recurre a las técnicas de relajación por los siguientes motivos, entre otros:
- Ataques de ansiedad
- Ataques de pánico
- Problemas cardíacos (inicialmente suelen ser palpitaciones)
- Depresión
- Búsqueda de bienestar personal
- Cefalea o dolores de cabeza (muchas veces migrañas)
- Competencia intraespecífica con otros seres humanos
- Hipertensión
- Sistema inmunológico debilitado (por ejemplo por distrés o estrés negativo al ser muy elevada la carga alostática)
- Insomnio
- Control del dolor
- Control del estrés
- Control de la ira
- Problemas lingüísticos (tartamudez, tartajeo, dislalia, afasias, síndrome de Tourette, dificultades en la escritura manuscrita etc.)

## Técnicas de relajación
Existen diversas técnicas que permiten al individuo mejorar su estado de relajación. Algunos de los métodos pueden ser efectuados por el propio individuo pero otros requieren la ayuda de otra persona o, incluso, de un profesional. No todos requieren el ejercicio físico, algunos requieren un estado de quietud.
Determinadas técnicas de relajación deben ser realizadas estando tumbado o sentado en silencio, en total serenidad y concentración. Entre ellas se encuentran:
- Autohipnosis
- Chi kun o qigong
- Masaje californiano
- Meditación
- Rebirthing
- Yoga en sus diversas variantes por ejemplo el hatha yoga; el yoga nidra etc.
- Prāṇāyāma
- Entrenamiento autógeno
- Euritmia
- Eutonía
- Relajación muscular progresiva de Jacobson
- Reducción del Estrés Basada en la Atención Plena
- Sonoterapia
- taichi chuan y wushu o wu shu

Las técnicas de relajación que incorporan e ejercicio físico son caminar, jardinería, yoga, taichi, chi kung, entre otras.  Algunos ejemplos son el masaje, la acupuntura, el método Feldenkrais, la reflexoterapia y el autocontrol.
Ciertos métodos pueden efectuarse mientras se realizan otras actividades, por ejemplo, la autosugestión y el rezo. También se ha demostrado que la escucha de ciertos géneros musicales, como la música nueva era y la música clásica, pueden mejorar la relajación mental y el bienestar personal. Algunas personas sostienen que el humor también puede ayudar, pero ningún estudio lo ha corroborado.